# نورمان غرين
نورمان غرين (بالإنجليزية: Norm Green)‏ هو كاتب سيناريو ومخرج أمريكي، ولد في 3 نوفمبر 1956 في الولايات المتحدة.

## وصلات خارجية
- نورمان غرين على موقع IMDb (الإنجليزية)
- نورمان غرين على موقع أول موفي (الإنجليزية)